# Hulk (videogioco)
Hulk è un videogioco d'azione sviluppato da Radical Entertainment basato sull'omonimo supereroe dei fumetti della Marvel Comics. Si tratta di un sequel videoludico dell'omonimo film (diretto da Ang Lee). Il videogioco è stato pubblicato il 27 maggio 2003 in Nord America e il 13 giugno dello stesso anno nel resto del mondo per le piattaforme PlayStation 2, Xbox, Microsoft Windows e GameCube.

## Trama
Bruce Banner, dopo il periodo in Sud America mostrato alla fine del film, torna negli Stati Uniti in cerca di aiuto. Viene contattato dal suo vecchio professore Geoffrey Crawford, che gli rivela di aver scoperto un modo per liberarlo da Hulk. Purtroppo il professore lo tradisce e non preleva tutta la concentrazione gamma che risiede nel suo corpo, ma solo una piccola parte che gli servirà poi per diventare il perfido Ravage, creatura simile ad Hulk per aspetto e potenza. Ravage ha intenzione di consegnare il globo gamma, ovvero il contenitore in cui risiede la parte di energia di Hulk prelevata, al Capo, criminale gamma intenzionato ad usare l'energia di Hulk per mettere in piedi un esercito di guerrieri gamma che lo aiuteranno a conquistare il mondo. Toccherà a Hulk recuperare il globo, fermare il Capo e Ravage e di conseguenza salvare il mondo.

## Livelli
| Livello | Nome Livello           | Bruce/Hulk |
| ------- | ---------------------- | ---------- |
| 1       | Il tormento interiore  | Hulk       |
| 2       | Misure estreme         | Bruce      |
| 3       | Tradimento             | Hulk       |
| 4       | Sotto la città         | Hulk       |
| 5       | Fine del viaggio       | Hulk       |
| 6       | Una specie diversa     | Hulk       |
| 7       | Infiltrazione          | Bruce      |
| 8       | Complessi              | Hulk       |
| 9       | Le fondamenta          | Hulk       |
| 10      | Salvatore              | Hulk       |
| 11      | Effetto chimico        | Bruce      |
| 12      | Punta di diamante      | Hulk       |
| 13      | Cedimento delle difese | Hulk       |
| 14      | Guardiano              | Hulk       |
| 15      | Affare in sospeso      | Hulk       |
| 16      | Senza etica            | Hulk       |
| 17      | Risoluzione            | Bruce      |
| 18      | Uno e tutti            | Hulk       |
| 19      | Regolamento dei conti  | Hulk       |
| 20      | Prove d'intelligenza   | Hulk       |
| 21      | Liberazone             | Hulk       |

## Personaggi

### Eroi e alleati
- Dr. Bruce Banner/Hulk: in questa avventura dovrà fermare il Capo, intenzionato ad usare il globo gamma per mettere in piedi un esercito che lo aiuterà a conquistare il mondo. Sarà possibile giocare anche con l'Hulk Grigio, sbloccandolo con un codice. A differenza del film di Ang Lee, il mostro verde in cui si tramuta Banner viene chiamato con il suo nome, ovvero "Hulk". Doppiatore di Bruce: Eric Bana (ed. inglese), Claudio Moneta (ed. italiana).

- Dr.ssa Betty Ross: ex fidanzata di Bruce Banner e figlia del Generale Thunderbolt Ross, storico nemico di Hulk. Hulk la salva dalle grinfie del Matto, e la porta nella base nel deserto perché infettata dall'energia gamma. Una volta nella base, mette al corrente Bruce del piano del Capo. Doppiatrice: Katie Bennison (ed. inglese), Renata Bertolas (ed. italiana).

### Nemici
- Samuel Sterns/Capo: antagonista principale e boss finale del gioco, è colui che ha intenzione di usare l'energia di Hulk per creare un esercito di guerrieri gamma che lo aiuteranno a conquistare il mondo. Hulk dovrà fermarlo. Doppiatore: Michael Dobson (ed. inglese), Raffaele Fallica (ed. italiana).

- Prof. Geoffrey Crawford/Ravage: antagonista secondario e penultimo boss del gioco, è un insegnante di università di Banner, ha tradito quest'ultimo prelevandogli un po' di energia gamma attraverso, per poi consegnarla al Capo. Doppiatore: Gianni Gaude (Geoffrey Crawford), Luca Bottale (Ravage) (ed. italiana).

- Tony Masterson/Mezza-Vita: il vampiro che si nutre dell'energia dei suoi avversari per accrescere la sua. Altro sgherro del Capo, Mezza-Vita è stato incaricato di impedire a Hulk di raggiungere Alcatraz. Lo si incontrerà anche a Freehold più tardi. Doppiatore: Lee Tockar (ed. inglese), Riccardo Rovatti (ed. italiana).

- Phil Sterns/Matto: è un altro sgherro di suo fratello, il Capo. Tenterà di contaminare Betty Ross con l'energia gamma e di farla trasformare in un mostro. Hulk si recherà a salvarla. Lo si incontrerà anche a Freehold più tardi dove dapprima farà squadra con Mezza Vita per tentare di battere Hulk e poi, alla fine del gioco, cercherà di trattenere quest'ultimo nella struttura per farlo perire nella distruzione della stessa. Doppiatore: Paul Dobson (ed. inglese), Ciro Imparato (ed. italiana).

- Benjamin Tibbets/Flux: soldato mutante, è al controllo del generatore del campo di forza che impedisce a Hulk di scappare dalla base nel deserto. Il Golia Verde dovrà sconfiggerlo, distruggere il generatore, quindi fuggire dalla base. Doppiatore: Lee Tockar (ed. inglese), Marco Balzarotti (ed. italiana).

### Altri nemici
- Soldati: l'esercito del generale Ryker. Sono armati di fucili, bastoni elettrici e lanciarazzi. A volte si possono trovare anche disarmati. Sono molto facili da sconfiggere quando il videogiocatore gioca nei panni di Hulk.

- Guardie di Alcatraz: le guardie della famosa isola ora facenti parte dell'esercito del Capo. Infatti sono state corrotte dal Matto per permettere a lui e ai suoi uomini di sfruttare la prigione come base per fare esperimenti su cavie umane. Hanno le stesse armi dei soldati, ma si dimostrano leggermente più resistenti ed aggressivi di questi ultimi, pur rimanendo molto semplici da sconfiggere quando il videogiocatore gioca nei panni di Hulk.

- Cani Gamma: cani divenuti più potenti e aggressivi grazie alle radiazioni gamma. Fanno sempre parte dell'esercito del Capo.

- Guerrieri Gamma: si tratta di alcune guardie di Alcatraz che hanno ricevuto l'energia gamma di Hulk rubata da Ravage. Si possono trovare disarmati o armati di fucili molto potenti. Fanno sempre parte dell'esercito del Capo.

- Carro armato: facente parte dell'esercito del generale Ryker, Hulk potrà distruggerlo colpendolo, ma dovrà far attenzione al campo di forza che crea subito dopo e ai razzi che lancia.

### Altri personaggi
- Gen. John Ryker: il generale dell'esercito. Riesce a stordire Hulk grazie all'enorme campo di forza della base nel deserto, e gli fa iniettare un sedativo che lo fa ritrasformare in Banner e che impedisce temporaneamente a quest'ultimo di mutare nuovamente nel gigante verde. Banner dovrà addentrarsi nella base vestito da soldato per creare un antidoto contro questo sedativo. Doppiatore: Gianni Gaude (ed. italiana).

- Joe Fixit/Hulk Grigio: non ha nessun ruolo all'interno della trama e può essere sbloccato grazie all'inserimento di un codice speciale[5], attivabile solo durante la partita in corso nello scenario dove Bruce deve fuggire dalla base dopo essere riuscito a curarsi dal sedativo del generale John Ryker, interagendo con un computer lì stabile per essere usato nella partita seguente (attivando prima della nuova partita tale comando Cheat nel menù Opzioni del menù principale del gioco, altrimenti il codice non si attiverà). Tale nuovo Hulk è identico di forza e prestazioni all'originale verde, tranne che durante le fasi del gioco, come nel fumetto e il cartone, parlerà ogni tanto dicendo battute satiriche, soprattutto mentre sconfigge i nemici. Doppiatore: Michael Donovan (ed. inglese), Marco Balbi (ed. italiana).